# Rhythm & Blues (album)
Rhytm & Blues è il tredicesimo album in studio del cantante britannico Robert Palmer, pubblicato nel 1999.

## Tracce
Testi e musiche di Robert Palmer, eccetto se diversamente indicato.
1. True Love – 4:19 (Alan Mansfield, Sharon O'Neill, Robert Palmer)
2. No Problem – 3:35
3. I Choose You – 4:09 (Willie Hutch, Robert Palmer)
4. Stone Cold – 4:20
5. Sex Appeal – 4:34
6. Work to Make It Work – 3:33
7. All the Will in the World – 4:57
8. You're Not the Only One – 3:39
9. Mr. Wise Guy – 3:32
10. Let's Get It On – 4:18 (Marvin Gaye, Edward Townsend)
11. Tennis – 3:53
12. Twenty Million Things – 3:07 (Lowell George, Jed Levy)